# La Corregidora Tierra Colorada
La Corregidora Tierra Colorada är en ort i Mexiko.   Den ligger i kommunen San Miguel Chicahua och delstaten Oaxaca, i den sydöstra delen av landet, 280 km sydost om huvudstaden Mexico City. La Corregidora Tierra Colorada ligger 2 454 meter över havet och antalet invånare är 184.
Terrängen runt La Corregidora Tierra Colorada är huvudsakligen kuperad, men åt nordost är den platt. Runt La Corregidora Tierra Colorada är det glesbefolkat, med 8 invånare per kvadratkilometer. Närmaste större samhälle är Asunción Nochixtlán, 18,2 km söder om La Corregidora Tierra Colorada. I omgivningarna runt La Corregidora Tierra Colorada växer huvudsakligen savannskog.